# Eduard Weber
Eduard Friedrich Weber (Wittenberg, 6 marzo 1806 – 18 maggio 1871) è stato un fisiologo e anatomista tedesco.

## Biografia
Fu il fratello più giovane del fisiologo Ernst Heinrich Weber (1795-1878) e del fisico Wilhelm Eduard Weber (1804-1891). Studiò medicina presso l'Università di Halle, conseguendo il dottorato nel 1829. Dal 1836 fu prosettore presso l'istituto di anatomia dell'Università di Lipsia, dove nel 1838 diventò docente privato con una tesi sugli studi fisiologici. Dal 1847 al 1871 fu professore associato a Lipsia.

## Opere
- Disquisitio anatomica uteri et ovariorum Puellae septima a Conceptione the defunctae, 1830.
- Quaestiones physiologicae de phaenomenis galvano-magneticis in corpore humano observatis, 1838.